# BBC White City i BBC Media Village
BBC White City i BBC Media Village – kompleks budynków BBC w Londynie, na terenie London Borough of Hammersmith and Fulham, w pobliżu BBC Television Centre. 

## Historia
Kompleks powstał w miejscu dawnego parku olimpijskiego, stworzonego na potrzeby igrzysk olimpijskich w 1908, a także odbywającej się w tym samym roku brytyjsko-francuskiej wystawy przemysłowej. Największym ze zburzonych obiektów był White City Stadium, który w 1908 pełnił funkcję stadionu olimpijskiego na 93 tysiące widzów. W 1990 roku do użytku oddana została pierwsza faza projektu, określana jako BBC White City. Budynki te są typowymi biurowcami, gdzie mieszczą się rozmaite redakcje BBC, zwłaszcza programów publicystycznych i naukowych. W 2011 ogłoszono, iż BBC zamierza sprzedać White City i przenieść większość znajdujących się tam biur do nowego kompleksu MediaCityUK w Salford. 
W 2004 oddano do użytku nową część kompleksu, określaną jako BBC Media Village. Swoje siedziby mają tam działy BBC związane z nowymi technologiami i technicznymi aspektami nadawania, a także BBC Worldwide. Docelowo, po trwających obecnie zmianach w strukturze głównych nieruchomości BBC, Media Village (oddzielone od White City) ma pozostać jedną z dwóch głównych siedzib BBC w Londynie, obok Broadcasting House. 

## Galeria

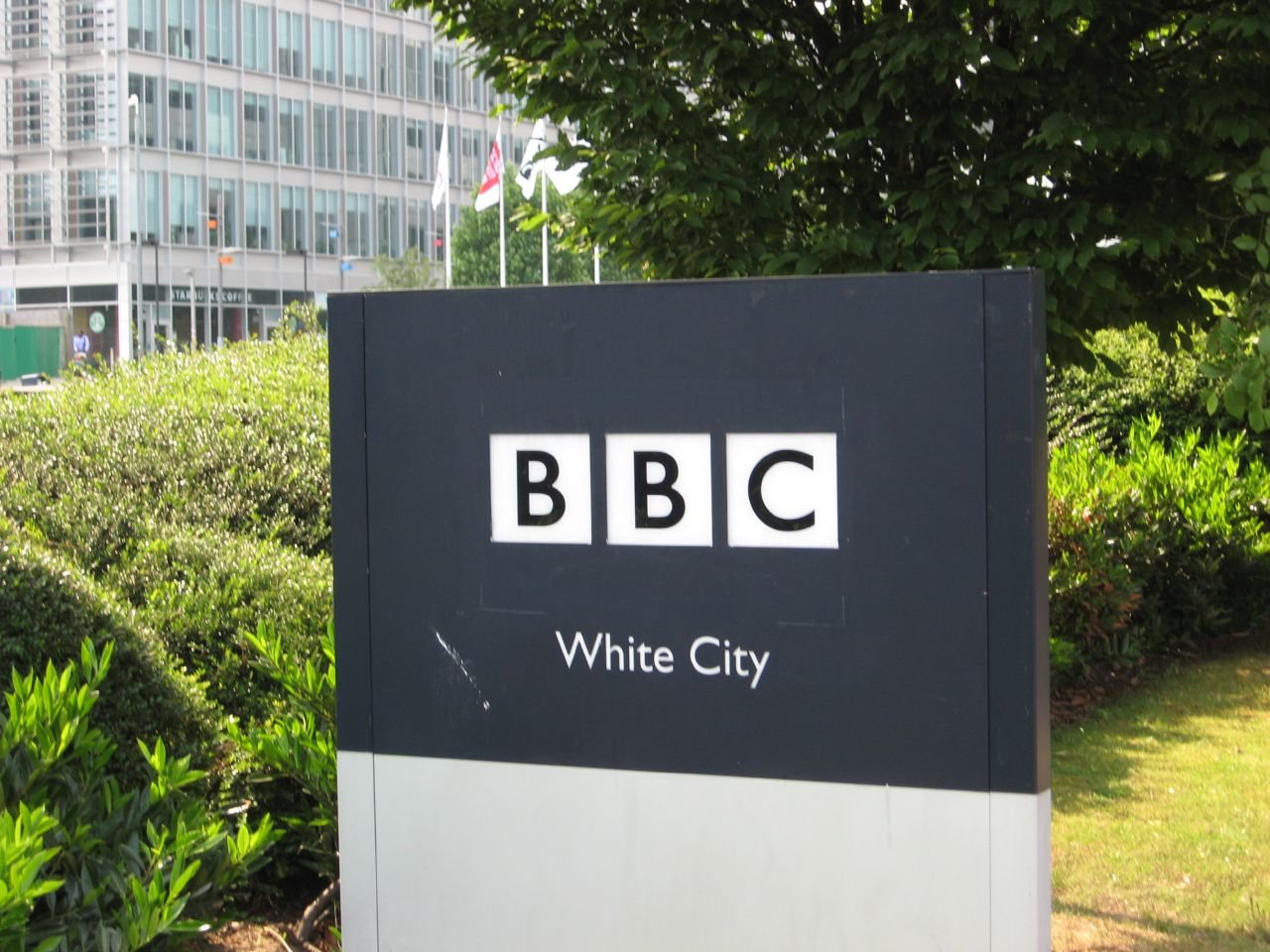
Tabliczka wejściowa przy wejściu na teren kompleksu
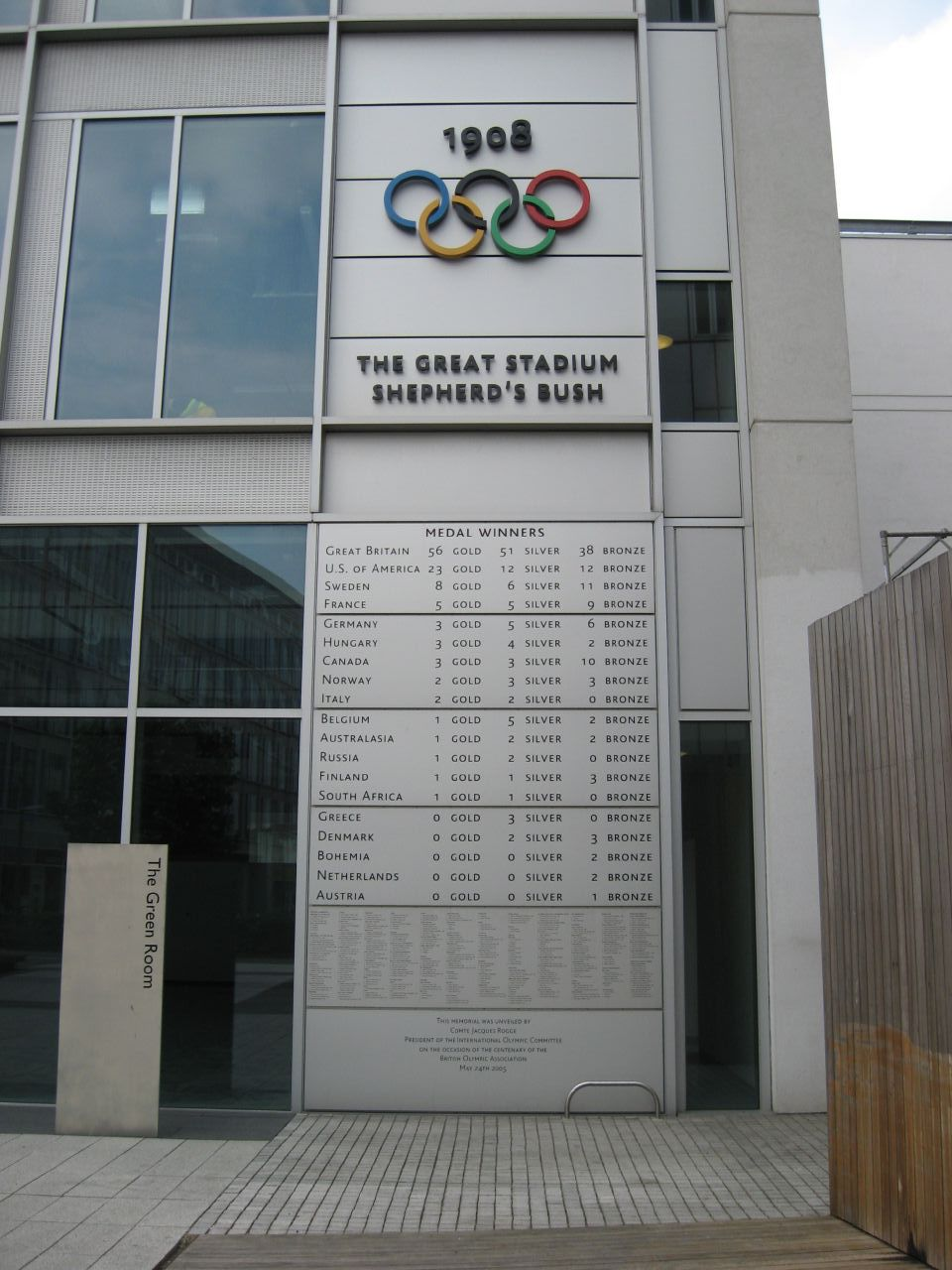
Tabela medalowa igrzysk olimpijskich z 1908 w miejscu dawnego stadionu olimpijskiego
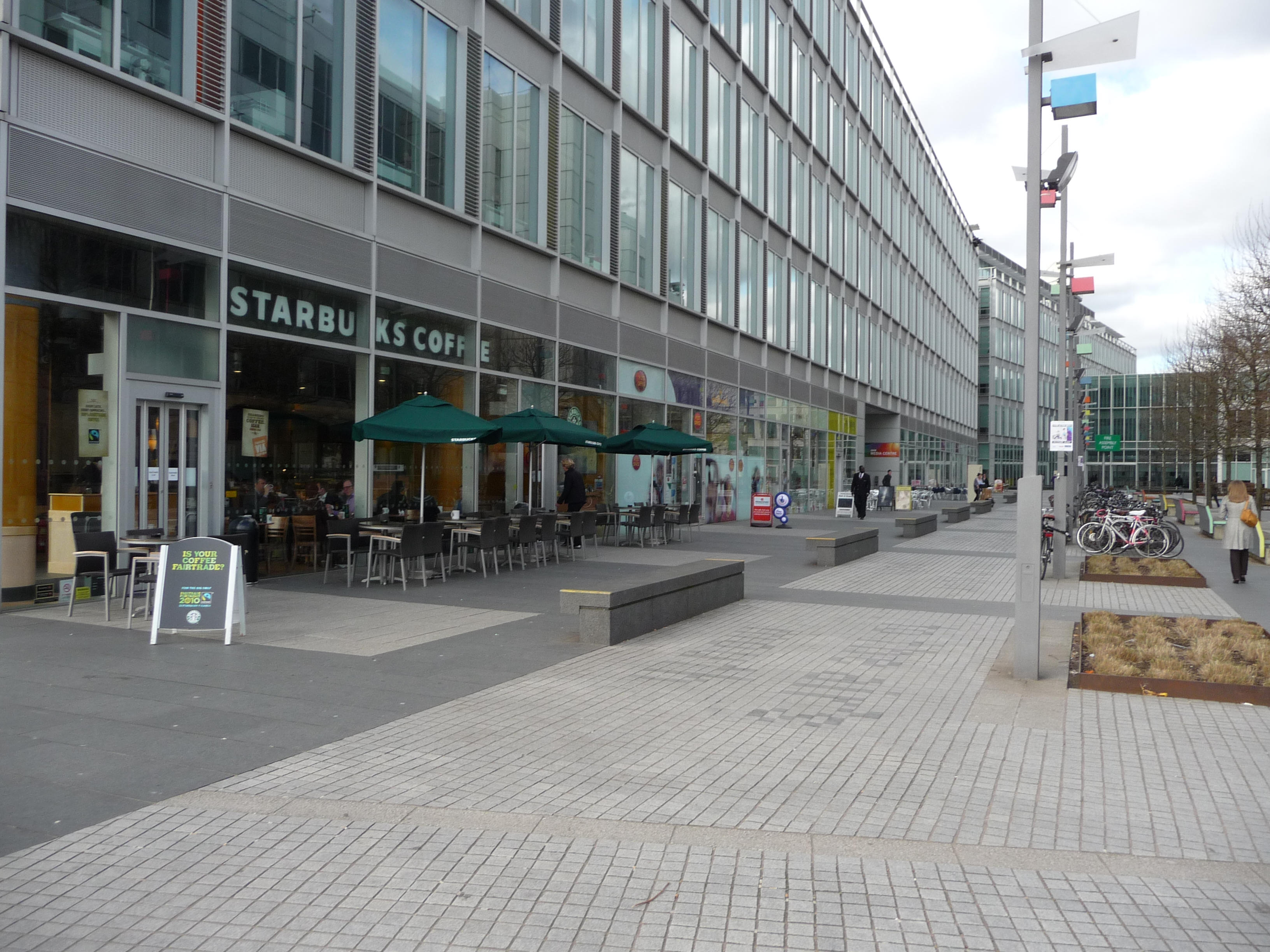
Ogólnodostępna część BBC Media Village
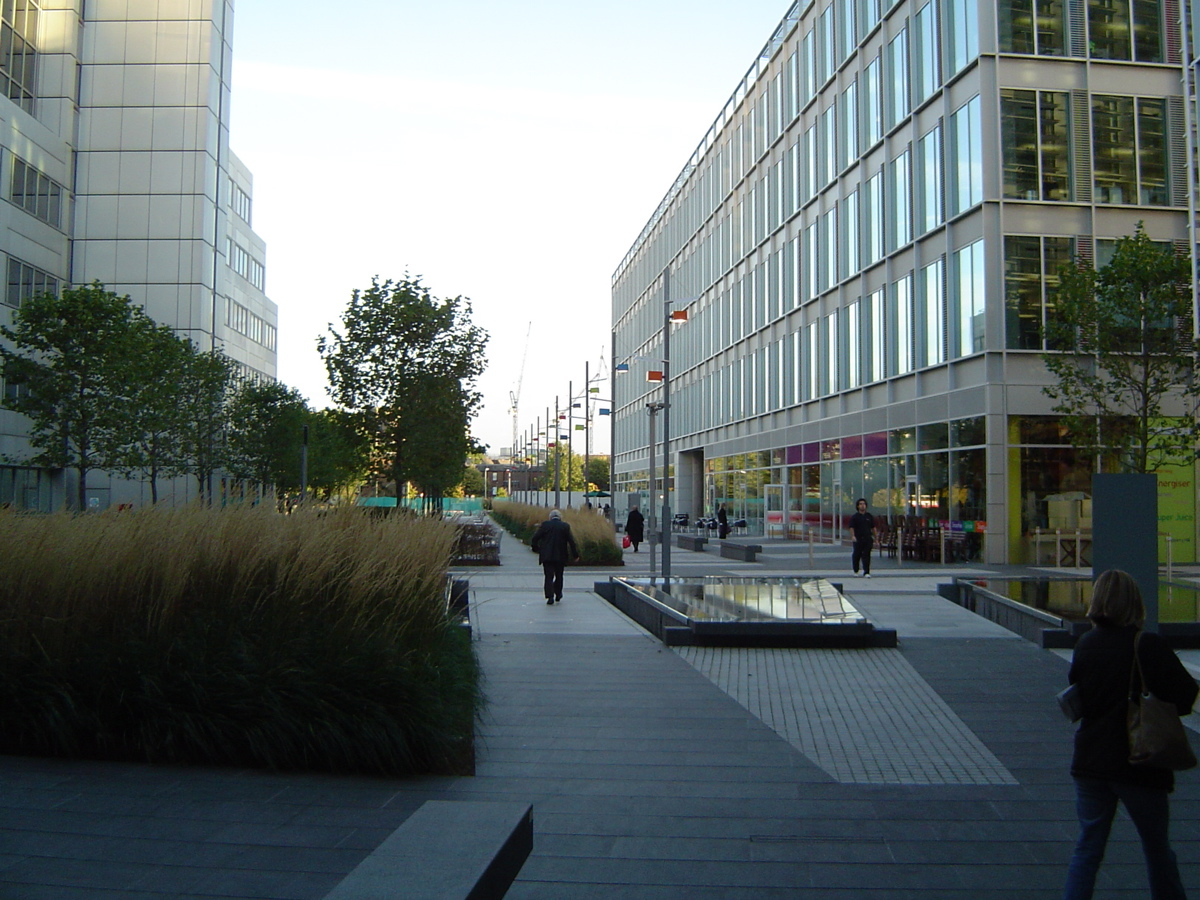
Wewnętrzny pasaż na terenie kompleksu
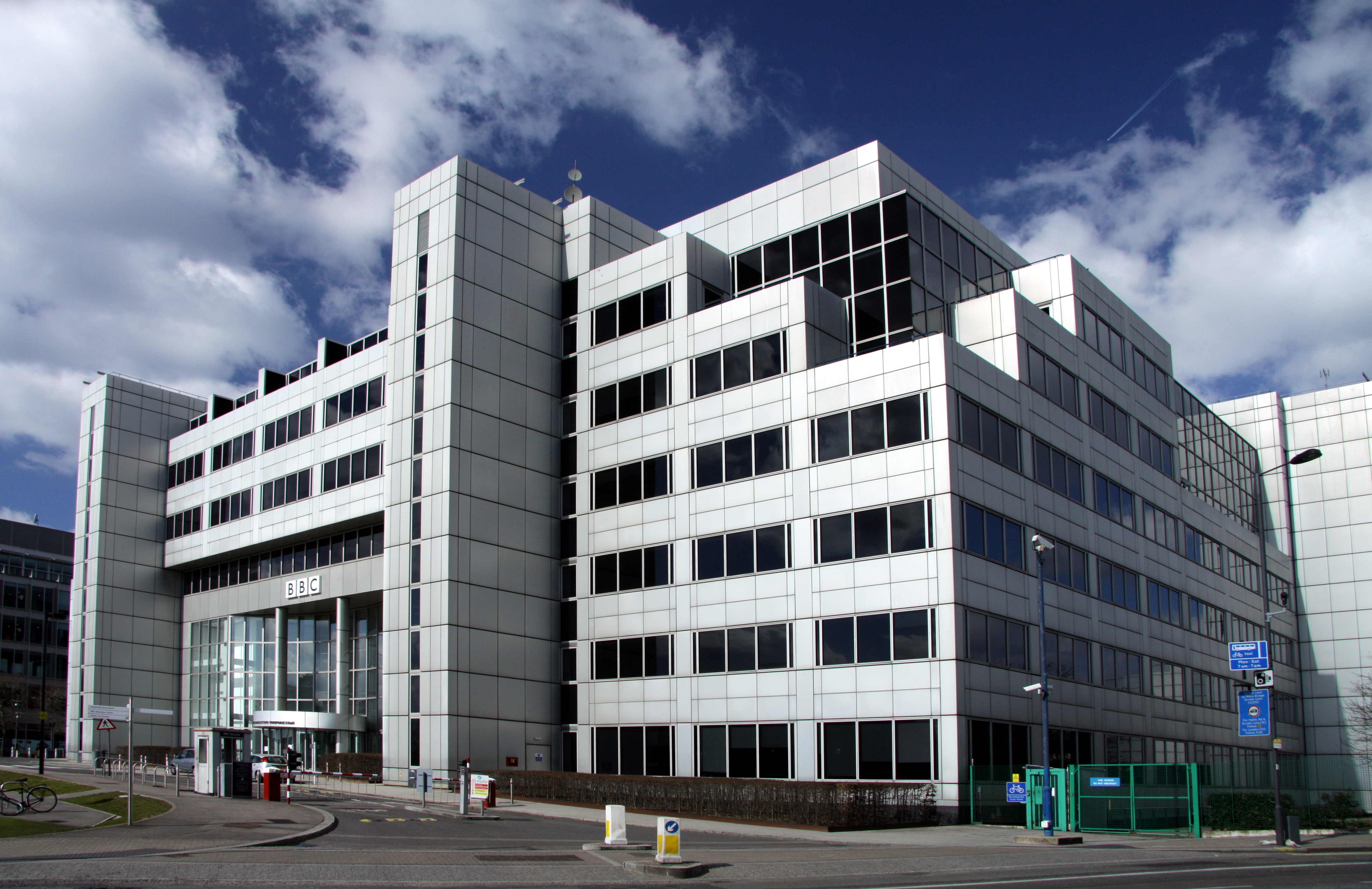
Najstarszy budynek kompleksu, oddany w 1990